# Carman A. Newcomb

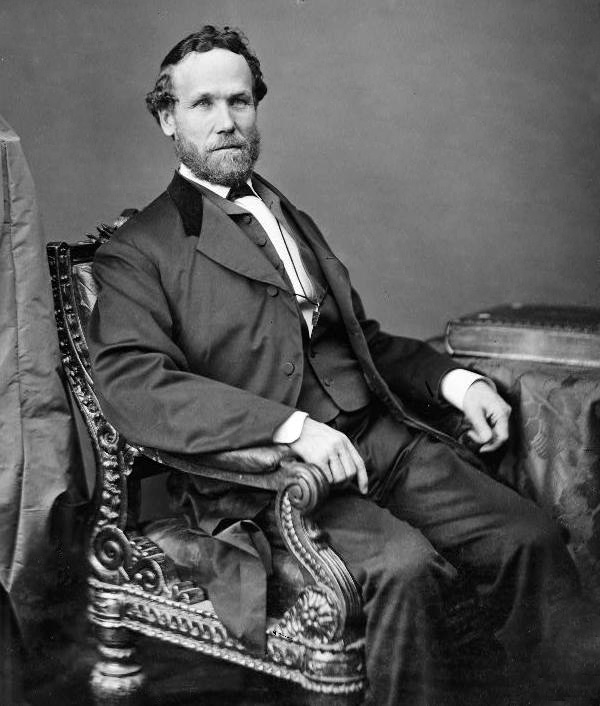
Carman A. Newcomb

Carman Adam Newcomb (* 1. Juli 1830 in Mercer, Mercer County, Pennsylvania; † 6. April 1902 in St. Louis, Missouri) war ein US-amerikanischer Politiker. Zwischen 1867 und 1869 vertrat er den Bundesstaat Missouri im US-Repräsentantenhaus.

## Werdegang
Carman Newcomb besuchte zunächst vorbereitende Schulen und zog dann über Kentucky nach Shreveport in Louisiana, wo er Jura studierte. Im Jahr 1854 ließ er sich in West Union (Iowa) nieder, wo er als Rechtsanwalt praktizierte. Zwischen 1855 und 1860 fungierte er als Bezirksrichter im dortigen Fayette County. Zwischen dem 18. Juni 1861 und dem 8. April 1862 war er während der ersten Phase des Bürgerkrieges Hauptmann in einer Freiwilligen-Infanterieeinheit aus Iowa, die zum Heer der Union gehörte. Dann musste Newcomb aus gesundheitlichen Gründen den Militärdienst quittieren. Anschließend zog er nach Vineland in Missouri, wo er als Anwalt arbeitete. Gleichzeitig begann er als Mitglied der Republikanischen Partei eine politische Laufbahn.
In den Jahren 1865 und 1866 war Newcomb Abgeordneter im Repräsentantenhaus von Missouri. Bei den Kongresswahlen des Jahres 1866 wurde er im zweiten Wahlbezirk seines Staates in das US-Repräsentantenhaus in Washington, D.C. gewählt, wo er am 4. März 1867 die Nachfolge von Henry Taylor Blow antrat. Da er im Jahr 1868 auf eine weitere Kandidatur verzichtete, konnte er bis zum 3. März 1869 nur eine Legislaturperiode im Kongress absolvieren. Diese war von den Spannungen zwischen seiner Partei und Präsident Andrew Johnson geprägt, die in einem nur knapp gescheiterten Amtsenthebungsverfahren gegen den Präsidenten gipfelten. Im Jahr 1868 wurde der 14. Verfassungszusatz ratifiziert.
Zwischen 1869 und 1875 war Carman Newcomb US Marshal für den östlichen Teil des Staates Missouri. Danach arbeitete er wieder als Anwalt. Er starb am 6. April 1902 in St. Louis. Zu seinen Nachkommen gehört unter anderem die Publizistin Patricia Newcomb. 